# Pierre Duchesne
Pierre Duchesne (La Malbaie, 27 de febrer de 1940) és un polític quebequès; és el governador Tinent de la provincia de Quebec.
Pierre Duchesne entra al Séminaire de Chicoutimi en 1955 amb la finalitat d'acabar els seus estudis clàssics. Obtenint el titul a la Universitat Laval, exerceix alguns anys, la professió de notari a Sept-Îles el 1966, abans de debutar en una carrera d'altura funcionària a l'Assemblea nacional del Quebec, on, de 1974 a 1984, ha ocupat successivament les funcions de secretari adjunt, director general dels serveis legislatius i secretari general adjunt.
De 1984 a 2001, fou el secretari general de l'Assemblea nacional, per a continuació esdevenir conseller especial d'aquesta mateixa institució fins al final de l'any 2003.
El 18 de maig de 2007, el primer ministre del Canadà, Stephen Harper, ha anunciat el nomenament de Pierre Duchesne a la plaça de tinent-governador del Quebec, succeint així a Lise Thibault. Va ser oficialitzat el dia 7 de juny de 2007.